# Forrest (Name)
Forrest ist ein englischer männlicher Vor- sowie Familienname.

## Herkunft und Bedeutung
Forrest ist ein Wohnstättenname für Personen, die an oder in einem Wald wohnen.

## Namensträger

### Vorname
- Forrest J. Ackerman (1916–2008), US-amerikanischer Herausgeber, Verfasser und Verleger von Science-Fiction-Literatur
- Forrest John F., (1927–1997), US-amerikanischer Generalleutnant
- Forrest H. Anderson (1913–1989), US-amerikanischer Jurist und Politiker
- Forrest M. Bird (1921–2015), US-amerikanischer Pilot und Erfinder
- Forrest Blue (1945–2011), US-amerikanischer American-Football-Spieler
- George Forrest Browne (1833–1930), englischer Bischof
- Forrest Carter (1925–1979), US-amerikanischer Redenschreiber und Buchautor
- Forrest Compton (1925–2020), US-amerikanischer Schauspieler
- Forrest DeBernardi (1899–1970), US-amerikanischer Basketballspieler
- Forrest C. Donnell (1884–1980), US-amerikanischer Politiker
- Forrest Goodluck (* 1998), US-amerikanischer Schauspieler
- Forrest Goodwin (1862–1913), US-amerikanischer Politiker
- Forrest Gregg (1933–2019), US-amerikanischer American-Football-Spieler
- Forrest Griffin (* 1979), US-amerikanischer Kampfsportler
- Forrest Lamont (1881–1937), kanadischer Opernsänger (Tenor) und Gesangspädagoge
- Forrest Landis (* 1994), US-amerikanischer Schauspieler
- Forrest Lewis (1899–1977), US-amerikanischer Schauspieler
- Forrest Mars senior (1904–1999), US-amerikanischer Unternehmer
- Forrest Mars, Jr. (1931–2016), US-amerikanischer Unternehmer, Mars Incorporated
- Forrest McDonald (1927–2016), US-amerikanischer Historiker
- Forrest Myers (* 1941), US-amerikanischer Bildhauer
- Forrest S. Petersen (1922–1990), US-amerikanischer Testpilot
- Forrest C. Pogue (1912–1996), US-amerikanischer Historiker
- Forrest Reid (1875–1947), irischer Schriftsteller, Literaturkritiker und Übersetzer
- Forrest P. Sherman (1896–1951), Admiral der US Navy
- Forrest Smith (1886–1962), US-amerikanischer Politiker
- Forrest Smithson (1884–1962), US-amerikanischer Leichtathlet
- Forrest Taylor (1883–1965), US-amerikanischer Schauspieler
- Forrest Towns (1914–1991), US-amerikanischer Hürdenläufer
- Forrest Tucker (1919–1986), US-amerikanischer Schauspieler
- Forrest Westbrook (1927–2014), US-amerikanischer Jazzpianist

#### Spitzname
- Forrestina Elizabeth Ross (1860–1936), neuseeländische Journalistin und Bergsteigerin

### Familienname
- Alan Forrest (* 1996), schottischer Fußballspieler
- Alexander Forrest (1849–1901), australischer Entdecker und Forschungsreisender
- Andrew Forrest (* 1961), australischer Bergbauunternehmer
- Anthony Forrest (Politiker), englischer Politiker
- Anthony Forrest (Schriftsteller), Sammelpseudonym der britischen Schriftsteller Norman Ian MacKenzie (1921–2013) und Anthony Brown
- Anthony Forrest (Schauspieler) (* 1951), britischer Schauspieler, Komponist und Musikproduzent
- Anthony Alexander Forrest (1884–1901), australischer Australian-Football-Spieler und Soldat
- Barbara Forrest (* 1952), US-amerikanische Philosophin
- Chet Forrest (1915–1999), US-amerikanischer Pianist, Dirigent, Filmkomponist und Liedtexter
- Craig Forrest (* 1967), kanadischer Fußballspieler
- Dan Forrest (* 1978), US-amerikanischer Komponist und Pianist
- David Forrest, Sammelpseudonym der britischen Schriftsteller Robert Forrest Webb und David Eliades
- Edwin Forrest (1806–1872), US-amerikanischer Schauspieler
- Frederic Forrest (1936–2023), US-amerikanischer Schauspieler
- Gene Forrest (1931–2003), US-amerikanischer Musiker und Songwriter
- George Forrest (1873–1932), britischer Botaniker
- Gregg Forrest (* 1966), US-amerikanischer Schauspieler
- Hal De Forrest (1861–1938), portugiesisch-amerikanischer Schauspieler
- Helen Forrest (1917–1999), US-amerikanische Jazz-Sängerin
- J. D. Forrest (Justin David Forrest; * 1981), US-amerikanischer Eishockeyspieler
- Jack Forrest (Fußballspieler, 1878) (James Forrest; 1878–??), schottischer Fußballspieler
- Jack Forrest (Fußballspieler, 1892) (James Henry Forrest; 1892–??), englischer Fußballspieler
- James Forrest (Fußballspieler, 1895) (1895–1965), englischer Fußballspieler
- James Forrest (Fußballspieler, 1991) (* 1991), schottischer Fußballspieler
- Jane Forrest (* 1962), australische Badmintonspielerin
- Jim Forrest (Fußballspieler, 1897) (James Forrest; 1897–??), schottischer Fußballspieler
- Jim Forrest (Fußballspieler, 1927) (James Forrest; 1927–1992), schottischer Fußballspieler
- Jim Forrest (Fußballspieler, 1944) (James Forrest; 1944–2023), schottischer Fußballspieler
- Jimmy Forrest (Fußballspieler, 1864) (James Henry Forrest; 1864–1925), englischer Fußballspieler
- Jimmy Forrest (Jazzmusiker) (James Robert Forrest, jr.; 1920–1980), US-amerikanischer Jazz-Saxofonist
- Jimmy Forrest (Fußballspieler, 1929) (James Forrest; * 1929), schottischer Fußballspieler
- John Forrest (1847–1918), australischer Entdecker und Politiker
- Katherine V. Forrest (* 1939), kanadische Schriftstellerin
- Margaret Forrest (1844–1929), australische Illustratorin
- Nathan Bedford Forrest (1821–1877), US-amerikanischer General der Konföderierten und Gründer des Ku-Klux-Klan
- Nathan Bedford Forrest II (1871–1931), US-amerikanischer Geschäftsmann
- Nathan Bedford Forrest III (1905–1943), US-amerikanischer Brigadegeneral
- Patrick Forrest (1923–2021), britischer Chirurg
- Sally Forrest (1928–2015), US-amerikanische Schauspielerin
- Sidney Forrest (1918–2013), US-amerikanischer Klarinettist und Musikpädagoge
- Stephanie Forrest (* 1958), US-amerikanische Informatikerin
- Steve Forrest (1925–2013), US-amerikanischer Schauspieler
- Ted Forrest (* 1964), US-amerikanischer Pokerspieler
- Thomas Forrest (1747–1825), US-amerikanischer Politiker
- Trevor Forrest (* 1971), britischer Kameramann
- Uriah Forrest (1746–1805), US-amerikanischer Politiker
- Vernon Forrest (1971–2009), US-amerikanischer Boxer

### Fiktive Figuren
- Forrest Gump